# ليزر اليود الأكسجين الكيميائي

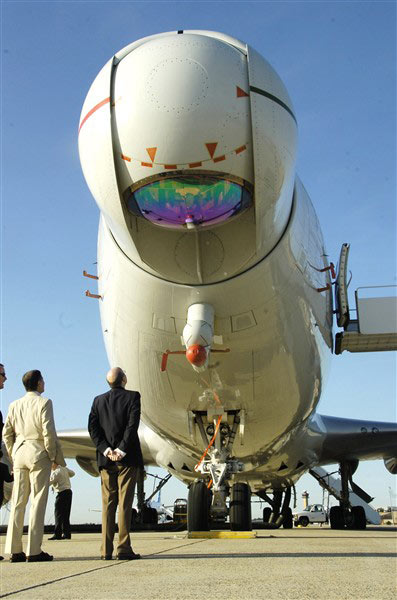
نظام COIL مثبت على طائرة طراز بوينج 747 يُعرف باسم YAL-1 Airborne Laser.

ليزر اليود والأكسجين الكيميائي ( COIL ) هو ليزر كيميائي يعمل بالأشعة تحت الحمراء . نظرًا لأن الشعاع هو الأشعة تحت الحمراء ، فلا يمكن رؤيته بالعين المجردة. إنه قادر على زيادة طاقة الخرج إلى ميغاوات في الوضع المستمر .  الطول الموجي الناتج هو 1315 نانومتر ، وهو طول موجة انتقالية لليود الذري.

## مبادئ العملية
يتم تغذية الليزر بالكلور الغازي واليود الجزيئي ومزيج مائي من بيروكسيد الهيدروجين وهيدروكسيد البوتاسيوم . يخضع محلول البيروكسيد المائي لتفاعل كيميائي مع الكلور ، وينتج الحرارة ، وكلوريد البوتاسيوم ،ويجعل والأكسجين في حالة الإثارة ، وأكسجين في مستوى الطاقة دلتا الفردي . طبيعيا يُحظر الانتقال التلقائي للأكسجين المُثار إلى الحالة الأرضية الثلاثية سيجما الثلاثية، مما يمنح الأكسجين المُثار عمرًا تلقائيًا يبلغ حوالي 45 دقيقة. يسمح هذا للأكسجين الأحادي بنقل طاقته إلى ذرات اليود الموجودة في تيار الغاز ؛ الانتقال الذري 2P3 / 2 إلى 2P1 / 2 في اليود الذري يكون تقريبًا رنينًا مع مستوي الأكسجين الفردي ، وبالتالي يتم نقل الطاقة أثناء اصطدام الجسيمات السريع. ثم تخضع ذرات اليود المثارالموجودة في المستوى الطاقي 2P1 / 2 للانبعاثات المحفزة والليزات عند طول موجة   1.315 ميكرومتر في منطقة الرنان البصري لليزر. (يتم عكس الحالات الذرية لليود العلوي والسفلي بحيث تكون 2P1 / 2 هي الحالة العليا)
يعمل الليزر عند ضغوط غاز منخفضة نسبيًا ، ولكن يجب أن يقترب تدفق الغاز من سرعة الصوت في وقت التفاعل ؛ حتى تصاميم التدفق الأسرع من الصوت موصوفة. يجعل الضغط المنخفض والتدفق السريع إزالة الحرارة من وسيط الليزر أمرًا سهلاً ، مقارنةً بأجهزة ليزر الحالة الصلبة عالية الطاقة. نواتج التفاعل هي كلوريد البوتاسيوم والماء والأكسجين. تتم إزالة آثار الكلور واليود من غازات العادم بواسطة جهاز تنقية الهالوجين.

## التاريخ والتطبيقات
تم تطوير ملف كويل من قبل القوات الجوية الأمريكية في عام 1977 ، لأغراض عسكرية . ومع ذلك ، فإن خصائصه تجعله مفيدًا للمعالجة الصناعية أيضًا ؛ الشعاع قابل للتركيز ويمكن نقله بواسطة الألياف الضوئية ، حيث لا تمتص طول موجته كثيرًا بواسطة السيليكا المنصهرة ولكن يتم امتصاصه جيدًا بواسطة المعادن ، مما يجعله مناسبًا للقطع والحفر بالليزر. تم عرض القطع السريع للفولاذ المقاوم للصدأ والقطع السريع باستخدام لفائف زجاجية مقترنة بنظام كويل .  في عام 1996 ، تمكنت شركة TRW Inc من الحصول على حزمة مستمرة مكونة من مئات الكيلوواط من الطاقة استمرت لعدة ثوانٍ. 
RADICL ، "تقييم بحث الليزر الكيميائي لتحسين الأجهزة "، هو  تم اختبار تم بـ kW 20 قوة COIL بواسطة سلاح الجو الأمريكي في حوالي عام 1998. 
يعد COIL أحد مكونات الليزر العسكري المحمول جواً للولايات المتحدة وبرامج الليزر التكتيكية المتقدمة . في 11 فبراير 2010 ، تم نشر هذا السلاح بنجاح لإسقاط صاروخ قبالة ساحل وسط كاليفورنيا في اختبار تم إجراؤه باستخدام الليزر على متن طائرة بوينج 747 أقلعت من مركز بوينت موجو للحرب الجوية البحرية (لمزيد من التفاصيل ، انظر بوينج YAL-1 ).

## أنواع الليزر الأخرى التي تعتمد على اليود
كل ليزر اليود ذو الطور الغازي (AGIL) هو بناء مشابه يستخدم الكواشف الغازية بالكامل ، وهو أكثر ملاءمة لتطبيقات الطيران.
يقدم زيت الكهرباء ، أو EOIL ، نفس أنواع ليزر اليود في بديل هجين يعمل بالغاز والكهرباء.

## أنظر أيضا
- Peresvet (سلاح الليزر)
- قائمة مقالات الليزر

## روابط خارجية
- العلوم الشعبية: مدفع الليزر الطائر
- براءة اختراع "ليزر اليود الكيميائي عالي الطاقة المحمول جوًا (COIL)"
- اختبار "ليزر جامبو" يتحرك للأمام